# Lagan
För andra betydelser, se Lagan (olika betydelser).
Lagan är en å i södra Sverige. Dess längd är 232 km inklusive källflöden. Lagans avrinningsområde är 6 440 km². Medelvattenföringen vid mynningen är 82 m³/s. Den största sjön inom Lagans avrinningsområde är Bolmen.
Namnet (1674 'Lafuan fluvidus') kommer från fornsvenskans lagher som betyder vatten eller vätska.
Lagan har främst varit känt för sitt laxfiske. Under 1200-talet uppbar kungen årligen 1 200 laxar i skatt från fisket i Lagan. Laxen var då fattigmansmat och, som vid andra laxrika vatten, berättas från trakterna att bönderna inte fick sätta lax på bordet oftare än två gånger i veckan, annars protesterade drängar och pigor. Enligt Bengt af Klintberg är detta dock en vandringssägen, en "klintbergare".

## Transport
Lagan har även varit av betydelse som sjöled, i ett dokument från 1751 berättas att sjöfarten på ån tidigare bedrevs av små jakter, Torekobåtar. Även senare har jakter fört transporter utmed Lagan. Sjöfart i Lagan har dock varit besvärlig på grund av ojämn vattenföring och många grund. 1876-1881 gjordes försök att få till stånd ångbåtstrafik utefter Lagans nedre lopp, men planerna kom att skrotas. Viss trafik har dock förekommit från Laholm och ned till Lagans utlopp, särskilt Laholms sågverk transporterade virke från Laholm längs med Lagan ned till havet och sedan vidare upp till Halmstad. I början av 1890-talet blev Lagan från Vidöstern ned till Strömsnäs och Timsfors Bruk utlåst som officiell flottningsled, men flottning hade förekommit på Lagan långt tidigare.
Flera broar går över Lagan, bland annat Laganbron.

## Miljö
Vid Lagan finns flera naturreservat. I Laholms kommun finns Hökafältets naturreservat och Karsefors naturreservat. I Vaggeryds kommun finns Östermoskogens naturreservat.

## Källa och lopp

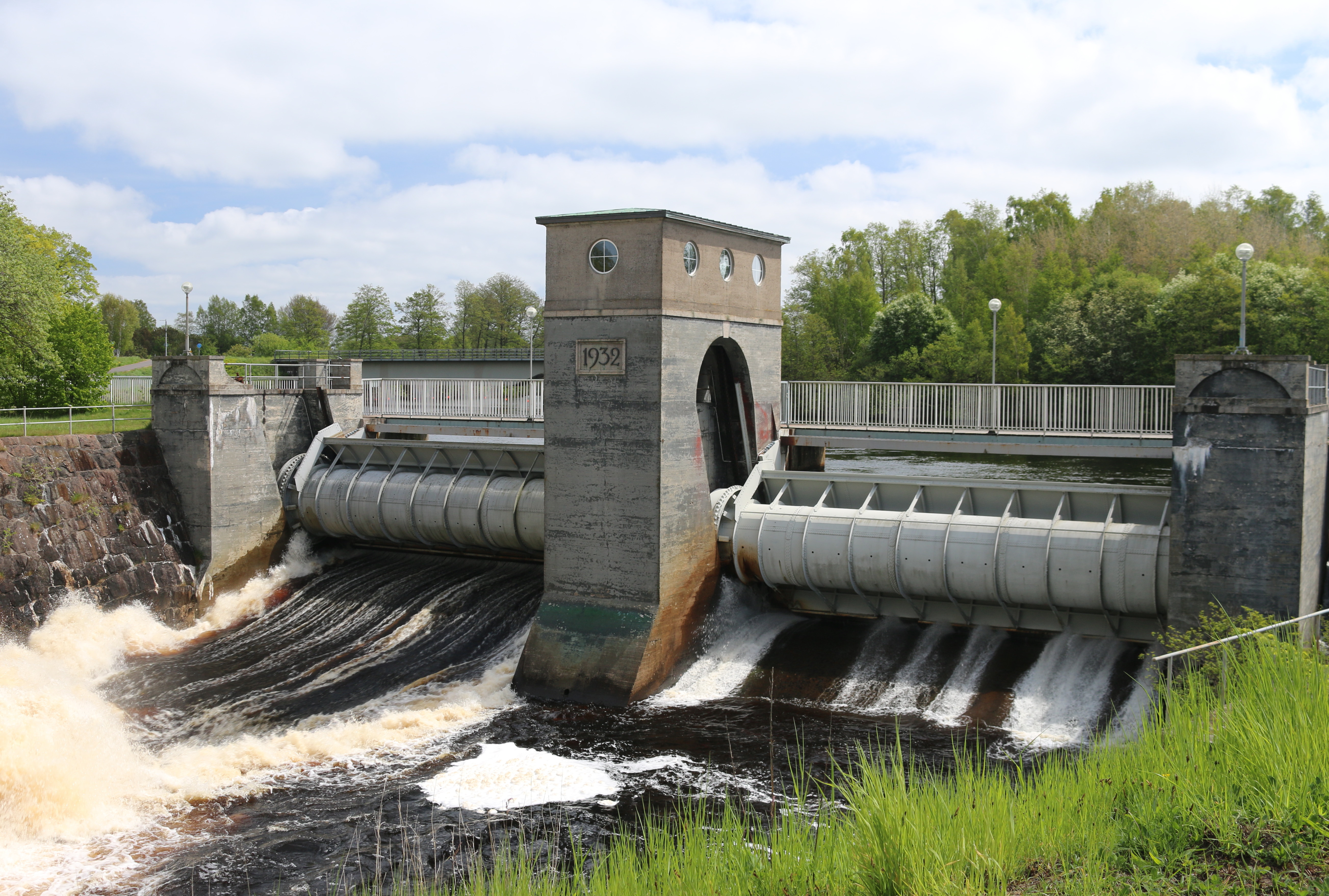
Dammluckorna vid Laholms kraftverk.

Lagan rinner upp i Tahesjön (223 m ö.h.) i Småländska höglandet sydöst om Taberg i Jönköpings län, och är där inte mer än en bäck. Den tar dock snart till sig mer vatten från de stora sankmarkerna Lagamossen, Kungsmossen och Store Mosse, passerar sjön Eckern (217 m ö.h.) och har en ansenlig storlek redan vid Vaggeryd. Efter att ha passerat Värnamo går Lagan in i Kronobergs län via sjön Vidöstern och fortsätter genom orterna Lagan och Ljungby till Traryd och Strömsnäsbruk. Lagan böjer av mot väster strax norr om Markaryd och "rusar vid Majenfors in i Halland", enligt en äldre beskrivning. Ån når strax därefter Knäred och de tämjda vattenfallen där.
Lagans utlopp i Laholmsbukten, cirka 20 km söder om Halmstad, kallas Lagaoset. Den kan nås från motorvägen E6/E20 och rastplatsen vid Snapparp. En handelsled kallad Lagastigen går utmed Lagan  sedan urminnes tider. Idag går E4 parallellt med ån under en lång sträcka genom Småland.

### Några biflöden
- Bolmån
- Skålån
- Härån
- Kvarnån (Värnamo kommun)
- Gärdessjön (Gnosjö kommun, Gislaveds kommun)
- Kassasjön (Värnamo kommun)
- Norra Fyllen (Värnamo kommun)

## Minnesramsor
De halländska åarna Viskan, Ätran, Nissan och Lagan är kända. Det finns ramsor för att komma ihåg dessa:
- vi ska äta, ni ska laga
- laga ni, äta vi.

Den första varianten räknar upp åarna norrifrån, den andra söderifrån.